# Entacmaea quadricolor
Anémone à bouts renflés, Anémone bulle, Anémone à tétines, Anémone vésiculeuse
Genre
Espèce
Synonymes
- Gyrostoma quadricolor
- Entacmaea helianthus

Entacmaea quadricolor, communément nommée Anémone à bouts renflés entre autres noms vernaculaires, est une espèce d'anémones de mer de la famille des actiniidés. C'est la seule espèce du genre Entacmaea (monotypique).

## Description
Entacmaea quadricolor mature est solitaire et son diamètre externe peut atteindre une quarantaine de centimètres. Par contre, les jeunes individus vivent groupés et peuvent couvrir de ce fait une surface importante.
Le bout des tentacules est généralement renflé en forme d'ampoule bulbe. Les tentacules sont de couleur marron avec une pointe rouge, ou bleue en de rares cas. L'équateur des renflements est blanc. Les extrémités des tentacules de l'anémone ne sont pas renflés tant qu'elle n'est pas habitée par un poisson commensal. Avant la découverte de cette particularité, la forme non renflée était classée en tant que Entacmaea helianthus. Ce gonflement est réversible. En l'absence de renflement le bout des tentacules est arrondi avec un cercle blanc là ou se formera le bulbe.
La colonne de l'anémone est lisse et sans ampoule. Elle est de forme évasée à partir d'un petit disque pédonculaire. Sa couleur est marron, quelquefois rougeâtre ou verdâtre. La colonne lisse et les renflement des tentacules sont des caractéristiques uniques qui la distingue des autres anémones hôtes.

## Répartition et habitat
Elle est présente dans les eaux tropicales de l'Indo-Pacifique, mer Rouge incluse. Elle se cache généralement profondément dans les trous et les crevasses du récif ne laissant apparaître que ses tentacules.

## Écologie et comportement

### Association
Entacmaea quadricolor vit avec des algues symbiotiques, les Zooxanthelles.

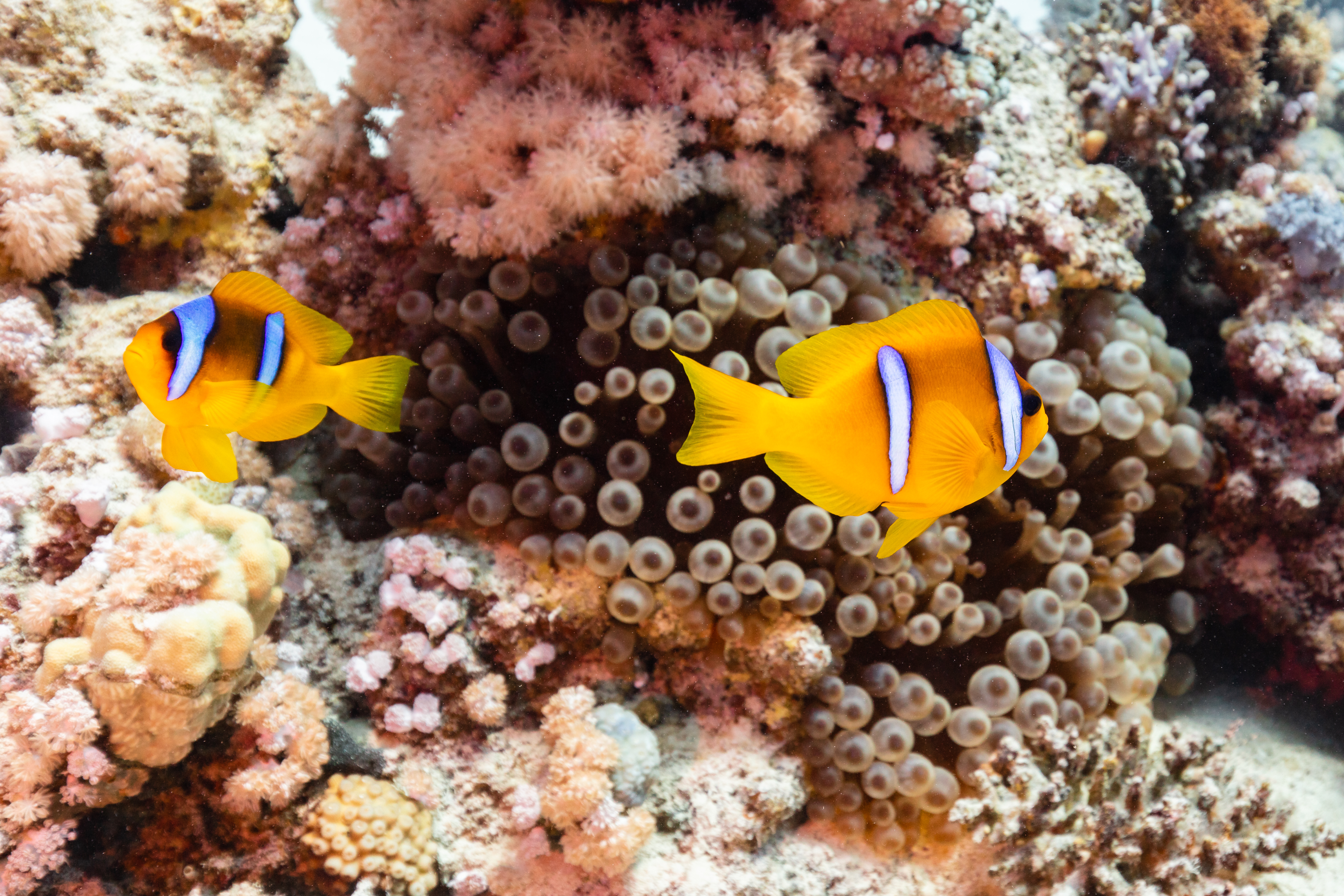
Poissons-clowns à deux bandes dans une anémone à bouts renflés, dans la mer Rouge

Cette espèce accueille 14 espèces de poissons-clowns (Amphiprion akindynos, A. allardi, A. bicinctus, A. chrysopterus, A. clarkii, A. ephippium, A. frenatus, A. mccullochi, A. melanopus principalement avec la forme coloniale de l'anémone, A. omanensis, A. rubrocinctus, A. tricinctus et Premnas biaculeatus dans la forme solitaire de l'anémone uniquement), Amphiprion barberi et d'autres poissons comme Dascyllus trimaculatus, plusieurs espèces de crevettes (Periclimenes sp.) et de crabes.

## Systématique

### Synonymes
En raison de sa morphologie variable, cette espèce connait plusieurs synonymes :
- Actinia quadricolor Rüppell & Leuckart, 1828 — protonyme
- Gyrostoma adherens (Ehrenberg, 1834)
- Gyrostoma erythrosoma (Hemprich & Ehrenberg, 1851)
- Gyrostoma haddoni Lager, 1911
- Gyrostoma hertwigi Kwietniewski, 1897
- Gyrostoma kwoiam (Haddon & Shackleton, 1893)
- Gyrostoma quadricolor
- Gyrostoma sulcatum Lager, 1911
- Radianthus carlgreni (Lager, 1911)

## Galerie

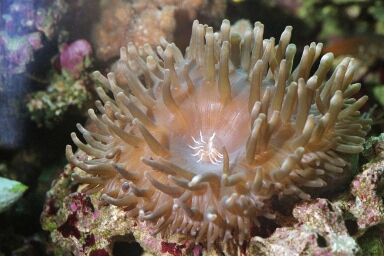
Autre morphologie
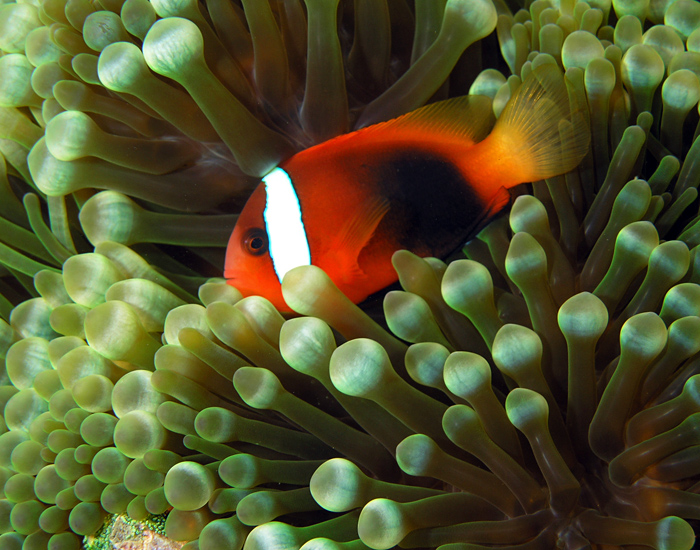
Poisson-clown bistré (Amphiprion melanopus ) dans une anémone à bouts renflés au Timor oriental
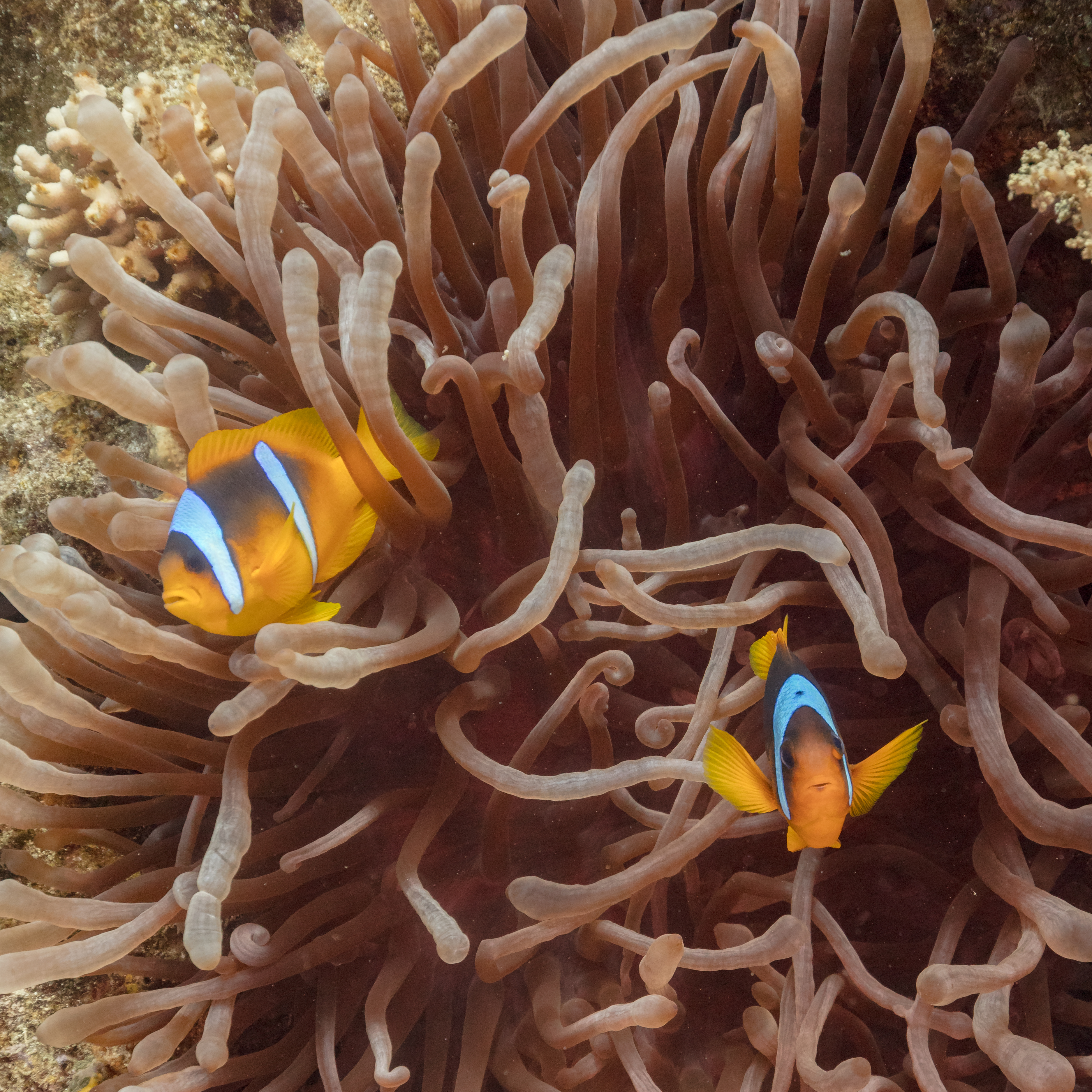
Poisson-clown à deux bandes (Amphiprion bicinctus) dans une anémone à bouts renflés dans la mer Rouge